# Marie-Anne-Victoire d'Espagne
Titre
Reine consort de Portugal et des Algarves
31 juillet 1750 – 24 février 1777
(26 ans, 6 mois et 24 jours)
Marie Anne Victoire, infante d'Espagne (de la Maison de Bourbon, en espagnol Mariana Victoria de Borbón), née à Madrid le 31 mars 1718, morte à Lisbonne le 15 janvier 1781, fille de Philippe V d'Espagne et d'Élisabeth Farnèse, surnommée l'Infante-reine en raison de ses fiançailles avec le roi Louis XV de France, épousa en 1729 le roi Joseph Ier de Portugal et fut reine et régente de Portugal.

## Biographie

### Jeunesse
L'ambition de la reine Élisabeth soutenue par son ministre Alberoni ayant dressé contre l'Espagne les puissances européennes, formant la Quadruple Alliance, une guerre s'ensuit et s'achève en 1720. La paix qui la conclut sert aussi à réconcilier le récent roi Bourbon d'Espagne avec sa famille française et il est décidé de fiancer le jeune roi de France Louis XV âgé de 11 ans à sa cousine germaine qui en avait 3.
Marie Anne Victoire reçoit le baptême le 9 novembre 1721 à Madrid, avec pour parrain son demi-frère le prince des Asturies, futur roi Louis Ier et futur époux de Louise-Élisabeth d'Orléans.
La jeune princesse est ensuite échangée contre la princesse Louise-Élisabeth, Mademoiselle de Montpensier, la fille du régent, duc d'Orléans, sur l'île des Faisans en plein milieu de la rivière frontalière de la Bidassoa, le 9 janvier 1722, tout comme l'avaient fait soixante ans auparavant Louis XIV et l'infante Marie-Thérèse et avant eux en 1614, le roi de France Louis XIII et l'infante Anne d'Autriche et le roi d'Espagne Philippe IV et la princesse Elisabeth de France. Elle abandonne presque toute sa suite espagnole et se retrouve entourée d'inconnus français et francophones. Son futur époux Louis XV, l'attend à Versailles. Louise Élisabeth, quant à elle, devait épouser le prince des Asturies, le futur Louis Ier d'Espagne.
Son éducation est confiée par le régent à sa belle-sœur et cousine germaine la princesse première douairière de Conti, princesse du sang, fille légitimée du feu roi Louis XIV et de la duchesse de La Vallière, femme connue autrefois pour sa grande beauté et son élégance mais aussi pour sa connaissance de la cour et ses qualités de cœur. Elle est élevée par Mme de Ventadour, ancienne gouvernante de Louis XV.
Très jolie, pleine de charme, la petite « infante-reine », ainsi que la cour et avec elle toute la France l'appelle, fait les délices de la cour. Elle s'ingénie à plaire à son « mari » qui, bien trop jeune pour pouvoir s'intéresser à une « poupée », la boude. C'est pour son entourage un déchirement de la voir retourner en Espagne quatre ans plus tard (elle a alors 7 ans), quand les fiançailles sont rompues.

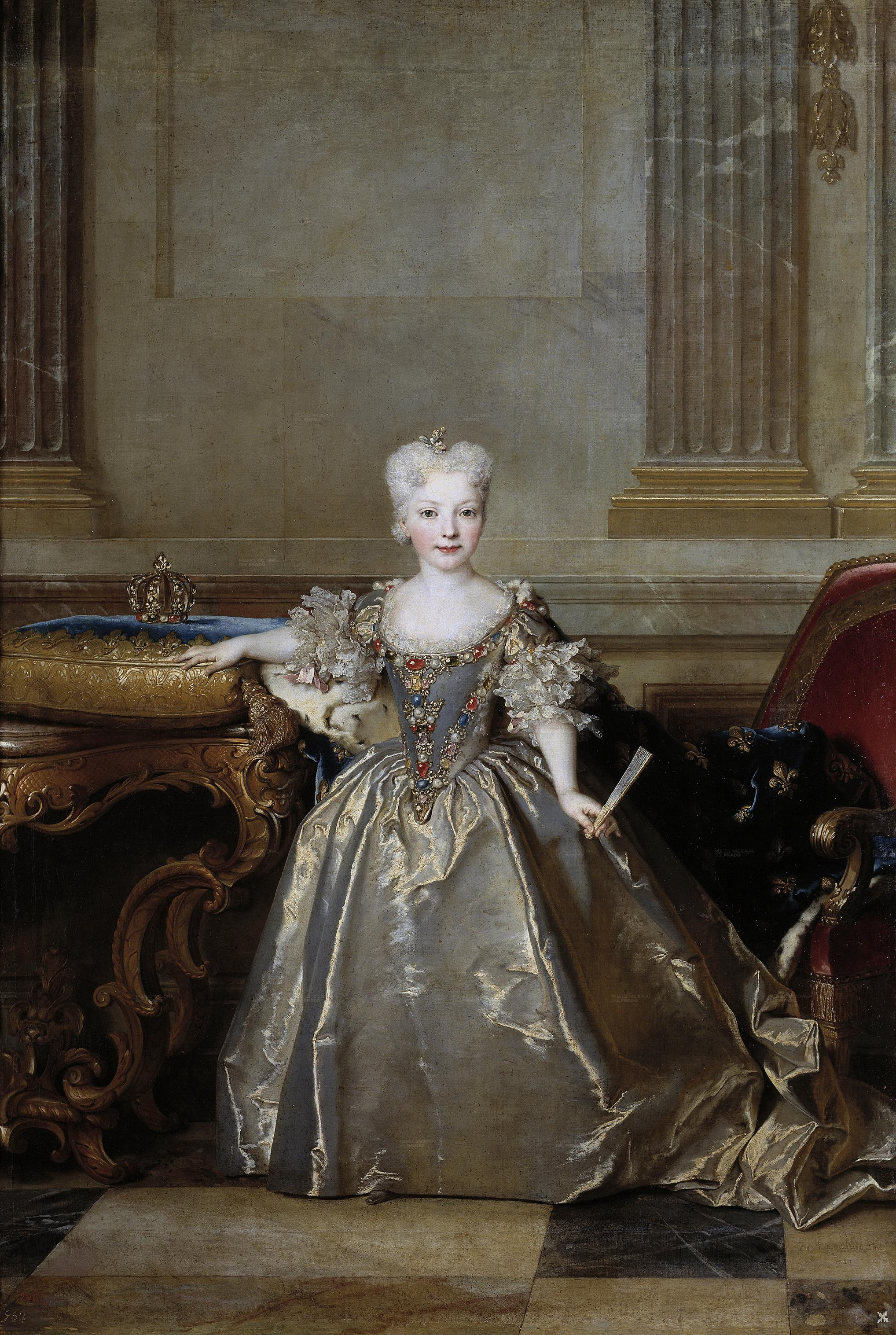
María Ana Victoria de Bourbon et Farnèse, 1724 par Largillierre, musée du Prado.
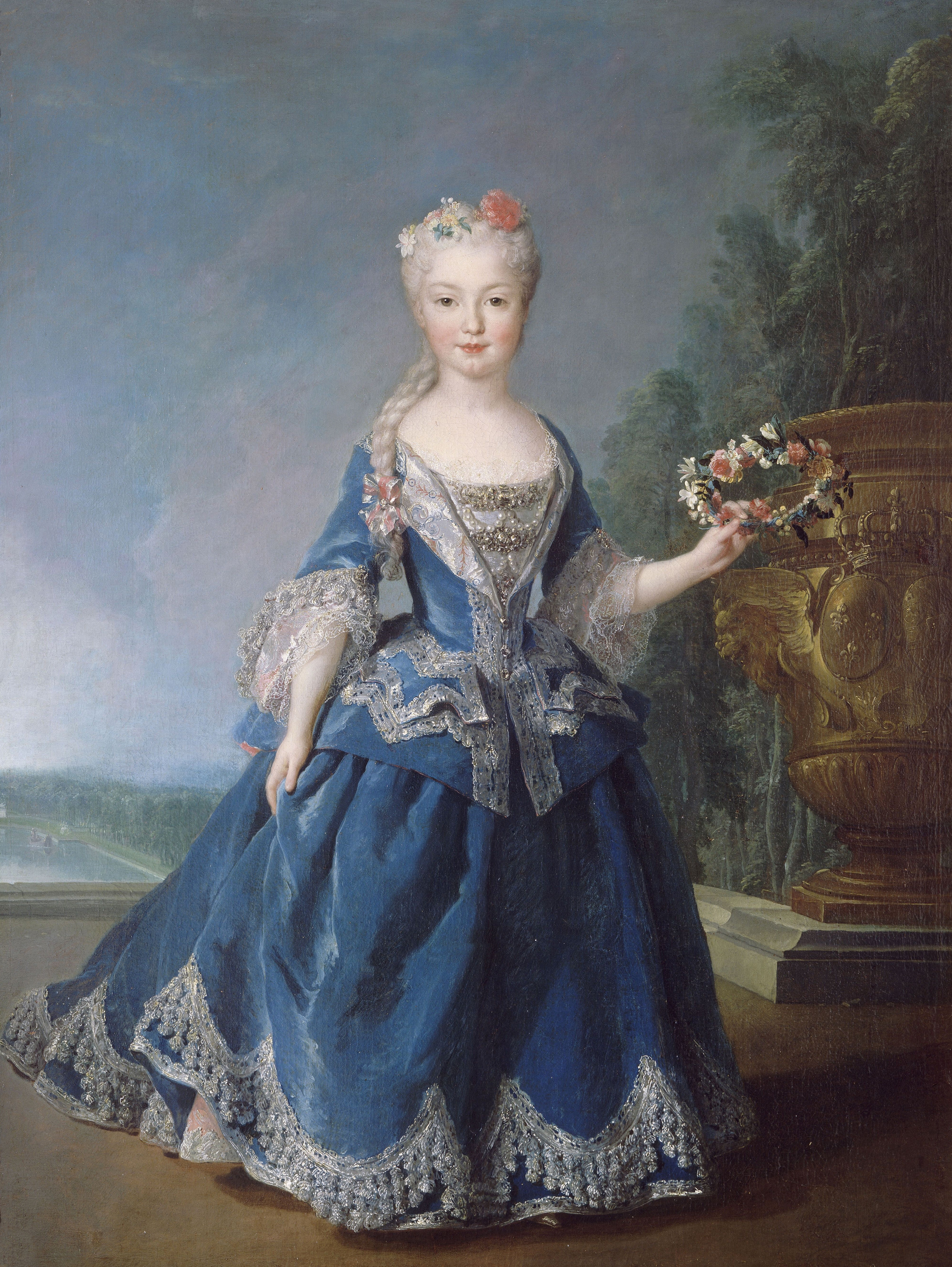
Marie Anne Victoire enfant 1724-1725 par Alexis Simon Belle.
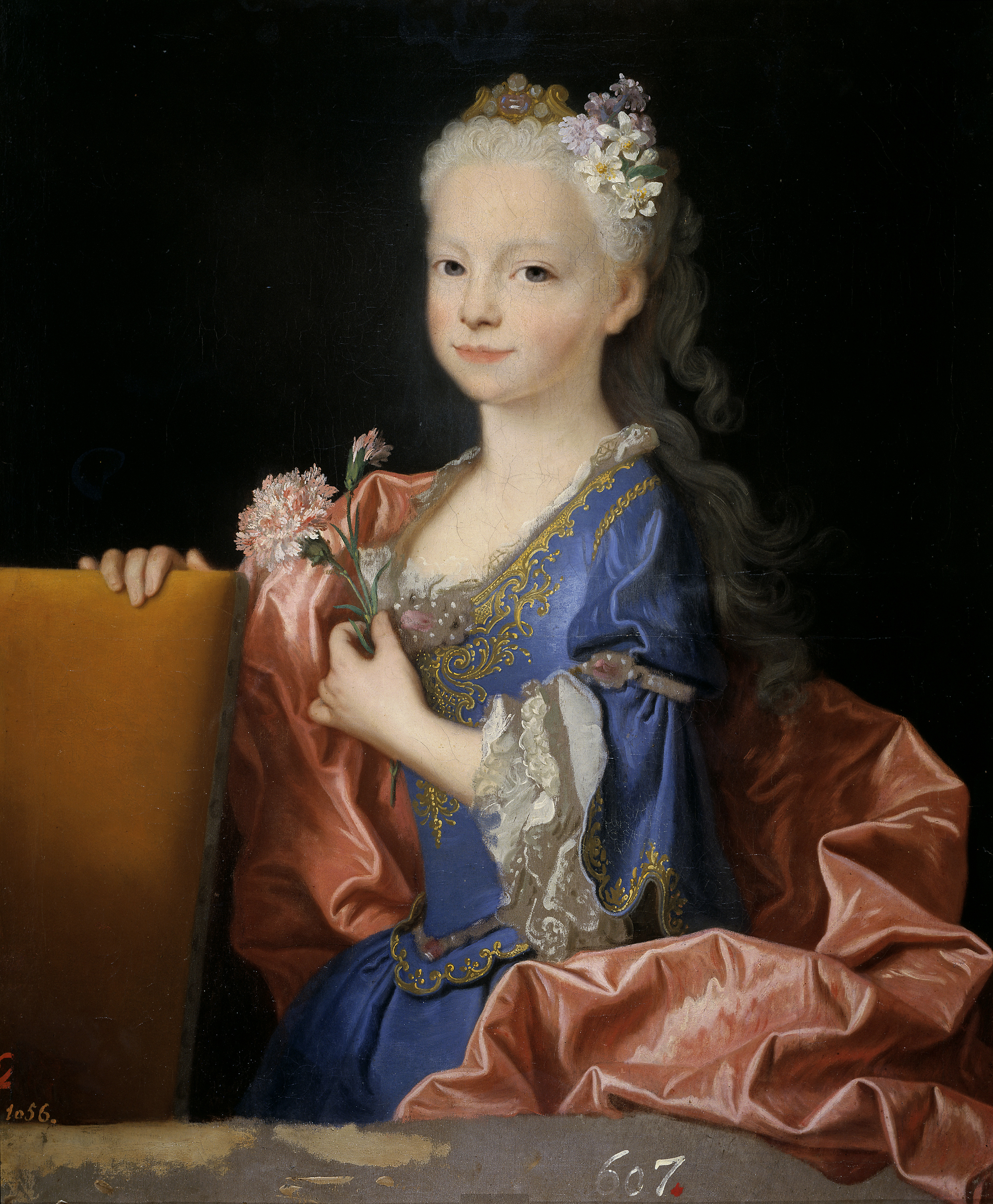
Marie Anne Victoire enfant par Jean Ranc.
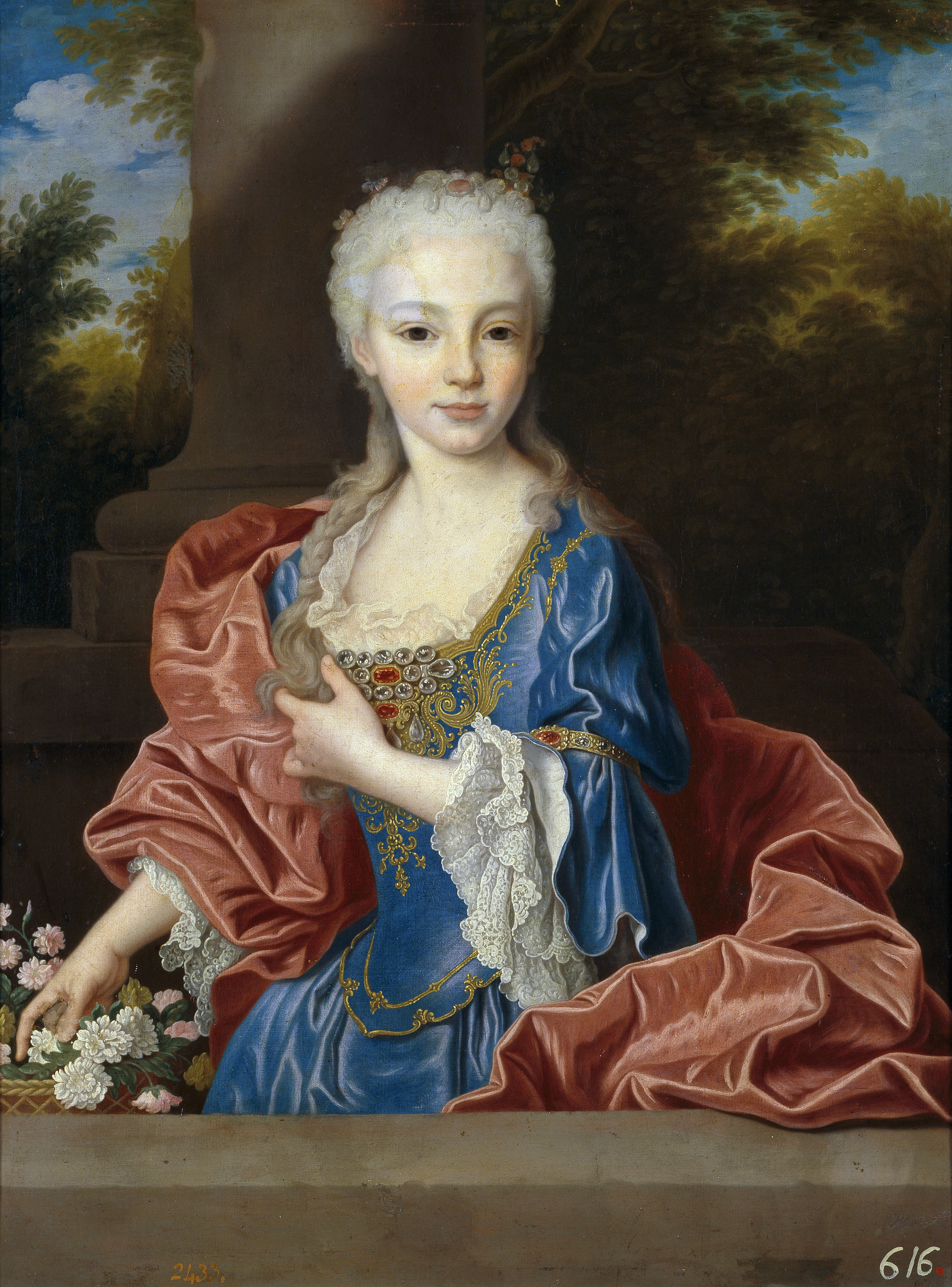
Marie Anne Victoire enfant, par Jean Ranc, entre 1725 et 1728.
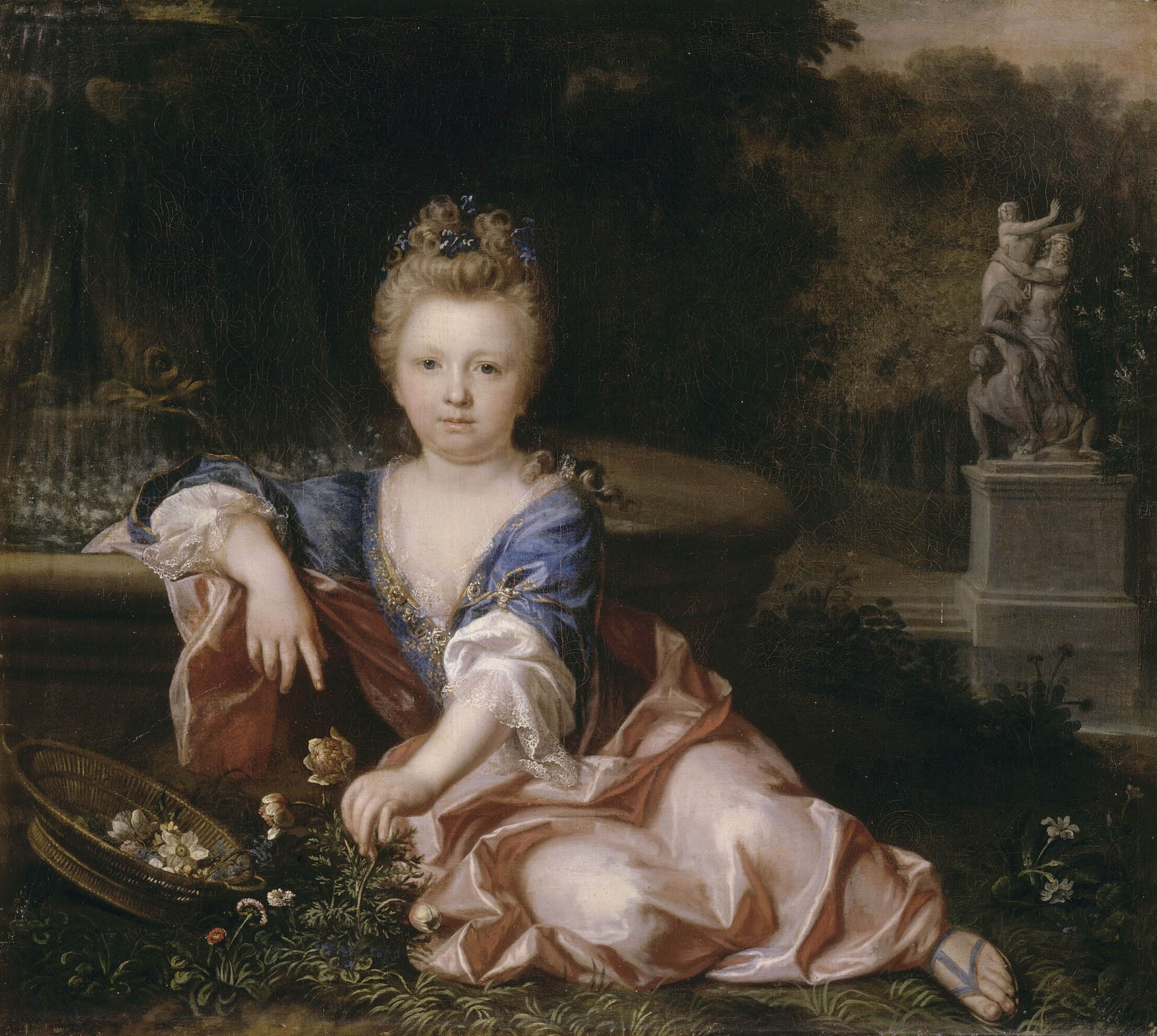
Marie Anne Victoire enfant, par Alexis Simon Belle, vers 1723.
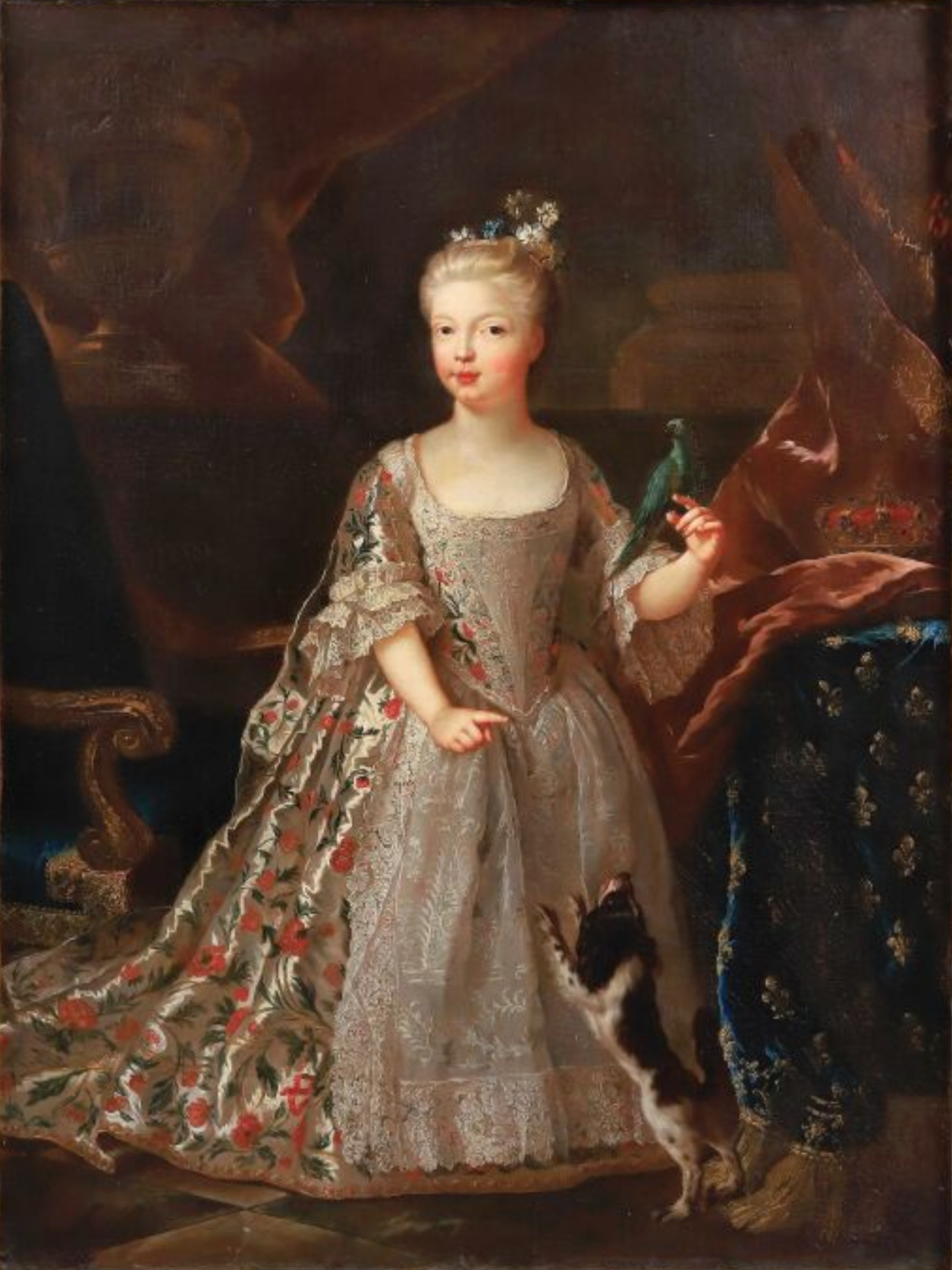
Marie Anne Victoire enfant, par artiste inconnu.
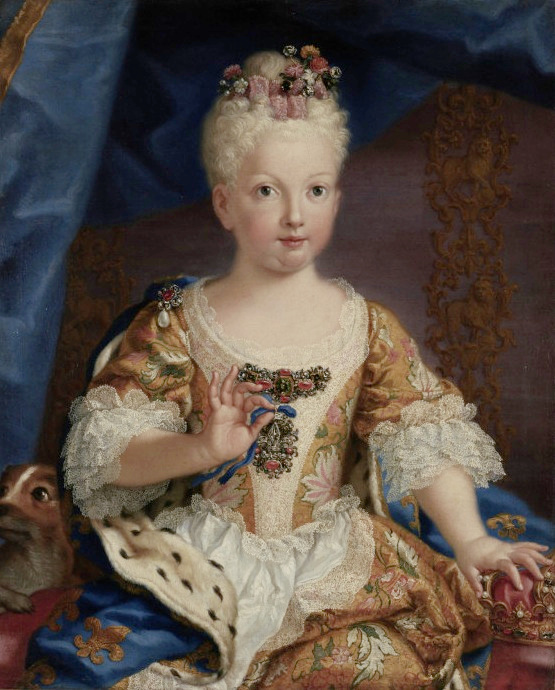
Marie Anne Victoire enfant, par artiste inconnu, vers 1723.
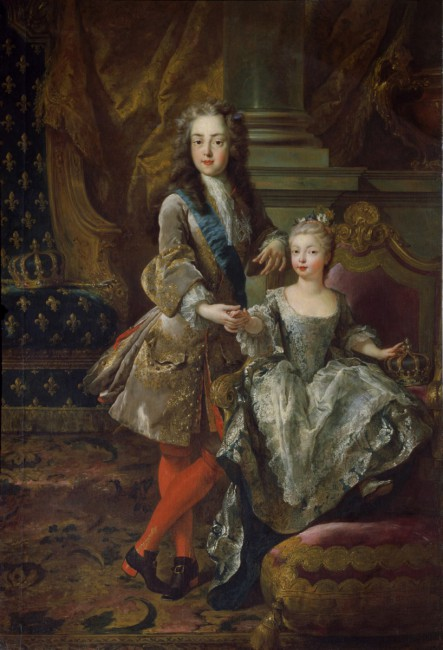
Louis XV avec Marie Anne Victoire d'Espagne, par François de Troy.

En effet, orphelin de bonne heure, Louis XV avait toujours été de santé fragile. Nombreux étaient ceux - notamment parmi les politiques et les diplomates - qui pensaient qu'il n'atteindrait pas l'âge adulte. Dans cette hypothèse, son cousin le jeune duc d'Orléans pourrait lui succéder. Le duc de Bourbon, membre d'une branche cadette rivale des Orléans, prince du sang et Premier ministre en 1723, ne veut pas perdre le pouvoir. Poussé par sa maîtresse, l'ambitieuse marquise de Prie, il n'hésite pas à provoquer l'ire de la cour d'Espagne et, parjurant la parole de la France, rompt les fiançailles afin de chercher à marier le roi adolescent à une princesse pouvant lui assurer au plus tôt une descendance. Son ambition le pousse à choisir une princesse sans dot ni royaume, Marie Leszczyńska, fille d'un roi de Pologne en exil, encore célibataire à 22 ans, plus âgée que le roi de 7 ans, ce qui est ressenti comme une double humiliation par les Bourbons d'Espagne.
Le renvoi de l'infante est accompagné du retour de la princesse de Montpensier, désormais reine douairière seconde d'Espagne, à la suite de la mort de Louis Ier. Marie-Anne est donc restée à la Cour de France de 1721 à 1725.

### Mariage et descendance

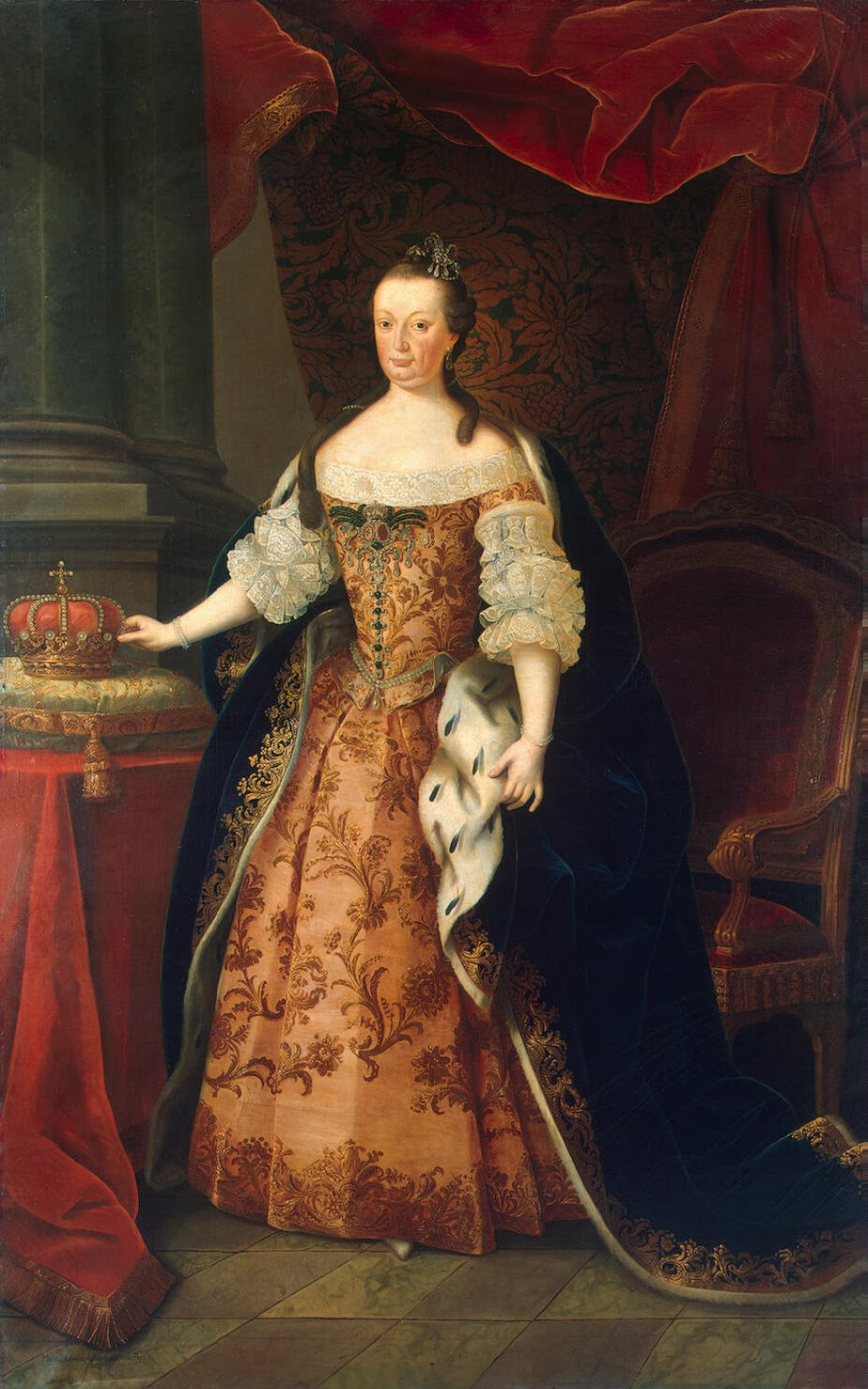
Portrait de la reine Marie Anne Victoire de Portugal, peinte par Miguel António do Amaral (1773), musée de l'Ermitage.

Marie-Anne-Victoire épousa le 19 janvier 1729 Joseph Ier (1714-1777), roi de Portugal. Elle sera régente de Portugal à partir de 1776 lorsque la santé de son époux ne permettra plus à celui-ci d'exercer le pouvoir. Ils seront également les parrain et marraine de la reine de France Marie-Antoinette d'Autriche.
De cette union, naissent :
1. Marie Ire de Portugal (1734-1816), reine de Portugal mariée en 1760 à son oncle Pierre qui régnera avec elle.
2. Marie-Anne-Françoise de Portugal (1736-1813).
3. Marie-Dorothée de Portugal (1739-1771).
4. Bénédicte de Portugal (1746-1829), en 1777 elle épousa son neveu Joseph de Portugal (1761-1788), prince du Brésil.

## Fiction
Les circonstances entourant le double mariage de Louis XV et de Marie Anne Victoire d'Espagne, ainsi que de Louise-Élisabeth d'Orléans avec le prince héritier espagnol Louis, forment la trame du roman L'Échange des princesses (2013) de Chantal Thomas. Dans l'adaptation au cinéma du roman, réalisée en 2017 par 
Marc Dugain, le rôle de l'infante est joué par Juliane Lepoureau.